# رائول گوریتی
رائول گوریتی (اسپانیایی: Raúl Gorriti‎; ۱۰ اکتبر ۱۹۵۶ – ۲ آوریل ۲۰۱۵) بازیکن فوتبال اهل پرو بود.
از باشگاه‌هایی که در آن بازی کرده‌است می‌توان به باشگاه فوتبال اونیورسیتاریو ده دپورتس، باشگاه فوتبال دپورتیوو مونیسیپال، و باشگاه فوتبال اسپورتینگ کریستال اشاره کرد.
وی همچنین در تیم ملی فوتبال پرو بازی کرده‌است.